# Still Corners
Still Corners (рус. «Тихие углы») — музыкальная группа, играющая в стиле поп и синти-поп. Основана в Лондоне и состоит из автора песен и продюсера Грега Хьюза и вокалистки Тессы Мюррей.

## История
Группа Still Corners самостоятельно выпустила свой дебютный мини-альбом Remember Pepper? («Помнишь Pepper?») 13 июня 2008 года, за которым последовала 7-дюймовая виниловая пластинка Don’t Fall in Love («Не влюбляйся»), выпущенная британским лейблом The Great Pop Supplement 30 августа 2010 года.
Дуэт подписал контракт со звукозаписывающим лейблом Sub Pop в 2011 году и выпустил свой полноценный дебют Creatures of Hour («Творения Часа»), получив положительные отзывы.
В октябре 2012 года группа выпустила новый сингл Fireflies («Светлячки»), который на музыкальном фестивале Pitchfork назвали «лучшим новым треком».
В феврале 2013 года группа Still Corners объявила, что их второй альбом Strange Pleasures («Странные удовольствия») будет выпущен на Sub Pop в мае 2013 года. Второй сингл Berlin Lovers («Берлинские любовники») получил широкое распространение. Альбом Strange pleasures («Странные удовольствия») был выпущен 7 мая.
29 июня 2016 года группа объявила о выпуске третьего альбома Dead Blue («Мертвенно-голубой») на собственном лейбле Wrecking Light Records. Группа Still Corners также выпустила видеоклип на первый сингл альбома Lost Boys («Потерянные мальчики»).

## Участники группы
- Тесса Мюррей — вокал
- Грег Хьюз — мульти-инструменталист, продюсер

### Другие участники
- Леон Даффиси — гитара
- Люк Джарвис — бас
- Джош Холперн — барабаны

## Дискография

### Студийные альбомы
- Creatures of an Hour («Творения Часа») (2011, Sub Pop)
- Strange Pleasures («Странные удовольствия») (2013, Sub Pop)
- Dead Blue («Мертвенно-синий») (2016, Wrecking Light)
- Slow Air («Медленный воздух») (2018, Wrecking Light)
- The Last Exit («Последний выход») (2021, Wrecking Light)

### Синглы и мини-альбомы
- Remember Pepper? («Помнишь Пеппер?») CD мини-альбом (2007, самостоятельно выпущен)
- Don’t Fall in Love («Не влюбляйся») пластинка (2010, The Great Pop Supplement)
- Eyes («Глаза») (кавер-версия песни группы Rogue Wave) цифровая версия (2010, самостоятельно выпущен)
- History of Love («История любви») сплит, пластинка (2011, The Great Pop Supplement)
- Cuckoo («Кукушка») пластинка (2011, Sub Pop)
- Endless Summer («Бесконечное лето») промо-CD (2011, Sub Pop)
- Into the Trees («В деревьях») промо-CD (2011, Sub Pop)
- Cabot Cove («Кабот Ков») гибкая пластинка «7» (2011, Sub Pop)
- Fireflies («Светлячки») пластинка (2012, самостоятельно выпущен)
- Berlin Lovers («Берлинские любовники») цифровая версия (2013, Sub Pop)
- Horses at Night («Лошади ночью») цифровая версия (2015, самостоятельно выпущен)
- Lost Boys цифровая версия (2016, Wrecking Light)
- Down with Heaven and Hell цифровая версия  (2016, Wrecking Light)
- Black Lagoon цифровая версия (2018, Wrecking Light)
- The Photograph цифровая версия (2018, Wrecking Light)
- The Message цифровая версия (2018, Wrecking Light)
- The Calvary Cross (cover Richard Thompson), цифровая версия (2019, Wrecking Light)
- Crying цифровая версия (2020, Wrecking Light)
- The Last Exit цифровая версия (2020, Wrecking Light)
- White Sands цифровая версия (2021, Wrecking Light)

### Сборники
- Endless Summer («Бесконечное лето») в мини-альбоме Gruff Trade (2010, Fierce Panda)

## Использование в СМИ
| Песня                                                                       | Где                                                | Тип                    |
| --------------------------------------------------------------------------- | -------------------------------------------------- | ---------------------- |
| The Twilight Hour («Сумеречный час»)                                        | Сплетница                                          | телевидение            |
| Endless Summer («Бесконечное лето»)                                         | Nokia Lumia 920                                    | реклама                |
| Fireflies («Светлячки»)                                                     | Сделано в Челси                                    | телевидение            |
| Fireflies («Светлячки»), The Trip («Поездка»)                               | Неуклюжий                                          | телевидение            |
| Fireflies («Светлячки»)                                                     | Кардинал Бернс                                     | телевидение            |
| Endless Summer («Бесконечное лето»)                                         | Улица Ватерлоо                                     | телевидение            |
| The Twilight Hour («Сумеречный час»)                                        | Senka                                              | короткометражный фильм |
| Velveteen («Бархатный»), Strange Pleasures («Странные удовольствия»)        | Обнажённая                                         | фильм                  |
| I Wrote in Blood («Я написала кровью»)                                      | Красавица и чудовище                               | телевидение            |
| Strange Pleasures («Странные удовольствия»)                                 | кинотеатр Аламо Драфтхаус, месяц Стивена Спилберга | реклама                |
| Don’t Fall in Love («Не влюбляйся»), Beginning to Blue («Начиная грустить») | Ты — худший                                        | телевидение            |
| Fireflies («Светлячки»)                                                     | Weediquette                                        | телевидение            |
| Endless Summer («Бесконечное лето»)                                         | Заброшенные                                        | телевидение            |

## Рекомендации
1. ↑  «Creatures of an Hour Reviews, Ratings, Credits, and More at Metacritic Архивная копия от 30 сентября 2019 на Wayback Machine». Metacritic.com. Retrieved 2011-11-16
2. ↑  «Listen: Still Corners post new single 'Fireflies' Архивировано 20 апреля 2013 года.». Clixie. 12 October 2012. Retrieved 14 October 2012
3. ↑  «Still Corners „Fireflies“ Архивировано 29 сентября 2012 года.». pitchfork.com. Retrieved 2012-10-06
4. ↑  «Still Corners „Berlin Lovers“ Архивная копия от 22 января 2019 на Wayback Machine». Pitchfork. 25 February 2013. Retrieved 27 February 2013
5. ↑  Still Corners Announce New Album, Share Video for "Lost Boys" | Under the Radar - Music Magazine. Дата обращения: 21 января 2019. Архивировано 22 января 2019 года.